# Comte de Wiltshire

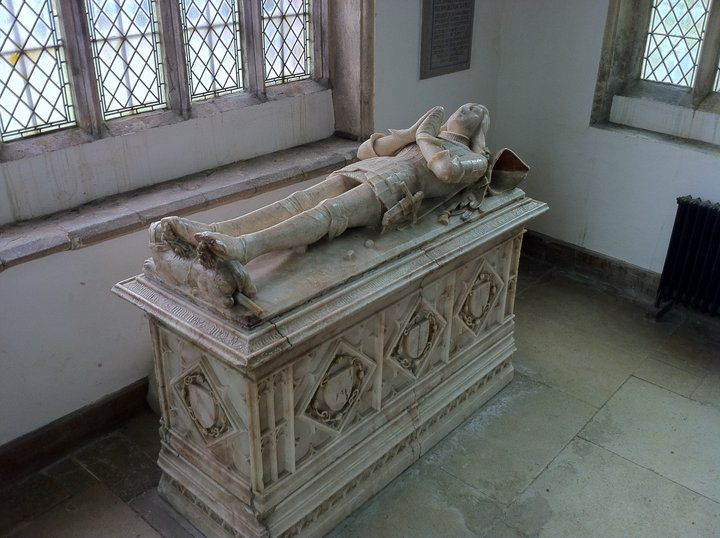
Monument à Edward Stafford, 2e comte de Wiltshire (1470–1499) dans l'église paroissiale Saint-Pierre, Lowick, Northamptonshire

Le titre de comte de Wiltshire a été créé de nombreuses fois dans la pairie d'Angleterre. Il est actuellement utilisé comme titre de courtoisie par les héritiers apparents des marquis de Winchester.

## Histoire du titre
Le titre a été créé la première fois en 1140 pour Hervé II de Léon ou Hervé le Breton, vicomte de Léon, un Anglo-Breton au service du roi Étienne d'Angleterre dans la guerre civile pour la couronne d'Angleterre qui l'oppose à Mathilde l'Emperesse. Hervé a probablement épousé une fille d'Étienne. Il reçoit l'important honneur d'Eye, qui appartenait à Étienne avant son accession. Il est investi de la garde du château de Devizes dans le Wiltshire, mais est chassé par les partisans de l'Emperesse en 1141, et perd donc ses possessions et son titre. Il préfère alors quitter le pays.
Après la chute d'Hervé de Léon dans le Wiltshire, Mathilde l'Emperesse créé l'un de ses partisans, Patrick de Salisbury, comte de Salisbury ou de Wiltshire, entre 1144 et 1147. 

## Liste des comtes

### Première création (1140)
- 1140-1141 : Hervé de Léon ou Hervé Brito († 1168[5]), lord d'Eye, probable gendre du roi Étienne d'Angleterre ;

### Deuxième création (entre 1144 et 1147) ou Comte de Salisbury
- 1144/47-1168 : Patrick de Salisbury († 1168) ;
- 1168-1196 : Guillaume de Salisbury († 1196) ;
- 1196-1261 : Ela de Salisbury (en) († 1261), fille du précédent ;
  - 1196-1226 : Guillaume de Longue-Épée († 1226), fils illégitime d'Henri II, comte en droit de sa femme ;
- 1261-1309 : Marguerite de Longue-Épée († 1309), arrière-petite-fille de la précédente ;
  - 1261-1311 : Henry de Lacy, 5e comte de Lincoln, son mari ;
- 1311-1322 : Thomas de Lancastre, comte de Leicester et Lancastre qui fut exécuté en 1322. Époux d'Alice de Lacy, fille des précédents.

### Troisième création (1397)
- 1397-1399 : William le Scrope (1350–1399), mort exécuté.

### Quatrième création (1449)
- 1449-1461 : James Butler (1420–1461), 5e comte d'Ormonde.

### Cinquième création (1470)
- 1470-1473 : John Stafford (1427–1473), plus jeune fils du 1er duc de Buckingham ;
- 1473-1499 : Edward Stafford (en) (1470–1499), fils du précédent.

### Sixième création (1510)
- 1510-1523 : Henry Stafford (v. 1479–1523), fils du 2e duc de Buckingham.

### Septième création (1529)
- 1529-1539 : Thomas Boleyn (1477-1539), vicomte Rochford et comte d'Ormonde.

### Huitième création (1550)
- 1550-1572 : William Paulet (en) (v. 1483-1572), créé marquis de Winchester en 1551.

Le titre devient un titre de courtoisie des marquis de Winchester.

### Sources
- « Comtes de Wiltshire » sur Leigh Rayment's Peerage Page.